# U-19-Handball-Europameisterschaft der Frauen 2015
Die 10. U-19-Handball-Europameisterschaft der Frauen wurde vom 23. Juli bis 2. August 2015 in Spanien ausgetragen. Veranstalter ist die Europäische Handballföderation (EHF).

## Qualifikation
An der Qualifikation nahmen 29 Mannschaften teil. Als Gastgeber des Turniers ist Spanien automatisch qualifiziert. Schweden und Russland qualifizierten sich über die U-17-Handball-Europameisterschaft der Frauen 2013.

## Teilnehmende Mannschaften
Automatisch qualifiziert sind  Spanien als Gastgeber sowie der Erst- und Zweitplatzierte der U-17-Europameisterschaft 2013  Schweden und  Russland. Im Qualifikationsturnier konnten sich  Dänemark,  Deutschland,  Frankreich,  Kroatien,  Litauen,  Nordmazedonien,  Montenegro,  Norwegen,  Portugal,  Rumänien,  Serbien,  Ungarn und  Belarus ihre Teilnahme sichern.

## Vorrunde
Die Auslosung der Vorrundengruppen der U-19-Handball-Europameisterschaft der Frauen 2015 fand am 5. Mai 2015 in Valencia statt.
In der Vorrunde spielte jede Mannschaft einer Gruppe einmal gegen jedes andere Team in der gleichen Gruppe. Die jeweils besten zwei Mannschaften jeder Gruppe qualifizierten sich für die Hauptrunde, die Gruppendritten und Gruppenvierten qualifizierten sich für die Zwischenrunde.

### Gruppe A
| Pl. | Land       | Sp. | S | U | N | Tore    | Diff. | Punkte |
| --- | ---------- | --- | - | - | - | ------- | ----- | ------ |
| 1.  | Dänemark   | 3   | 3 | 0 | 0 | 085:590 | +26   | 06:00  |
| 2.  | Montenegro | 3   | 2 | 0 | 1 | 066:540 | +12   | 04:20  |
| 3.  | Serbien    | 3   | 1 | 0 | 2 | 058:730 | −15   | 02:40  |
| 4.  | Kroatien   | 3   | 0 | 0 | 3 | 058:810 | −23   | 00:60  |

| 23. Juli 2015 16:00 Uhr | Dänemark               | 21:20        | Montenegro                         | Polideportivo „El Cabañal“, Valencia Zuschauer: 200 Schiedsrichter: Luque, Pascual |
| 23. Juli 2015 16:00 Uhr | meiste Tore: Nielsen 5 | (12:8)       | meiste Tore: Jauković, Ramusović 4 | Polideportivo „El Cabañal“, Valencia Zuschauer: 200 Schiedsrichter: Luque, Pascual |
| 23. Juli 2015 16:00 Uhr | Strafen: 2× 6×         | Spielbericht | Strafen: 3×                        | Polideportivo „El Cabañal“, Valencia Zuschauer: 200 Schiedsrichter: Luque, Pascual |

| 23. Juli 2015 18:00 Uhr | Kroatien             | 20:24        | Serbien                  | Polideportivo „El Cabañal“, Valencia Zuschauer: 70 Schiedsrichter: Sîrbu, Suponicov |
| 23. Juli 2015 18:00 Uhr | meiste Tore: Mamić 9 | (8:13)       | meiste Tore: Kovačević 7 | Polideportivo „El Cabañal“, Valencia Zuschauer: 70 Schiedsrichter: Sîrbu, Suponicov |
| 23. Juli 2015 18:00 Uhr | Strafen: 2× 8× 1×    | Spielbericht | Strafen: 3× 9×           | Polideportivo „El Cabañal“, Valencia Zuschauer: 70 Schiedsrichter: Sîrbu, Suponicov |

| 24. Juli 2015 16:00 Uhr | Serbien                  | 18:32        | Dänemark              | Polideportivo „El Cabañal“, Valencia Zuschauer: 150 Schiedsrichter: Luque, Pascual |
| 24. Juli 2015 16:00 Uhr | meiste Tore: Kovačević 5 | (9:16)       | meiste Tore: Nolsøe 7 | Polideportivo „El Cabañal“, Valencia Zuschauer: 150 Schiedsrichter: Luque, Pascual |
| 24. Juli 2015 16:00 Uhr | Strafen: 1× 6×           | Spielbericht | Strafen: 3× 7×        | Polideportivo „El Cabañal“, Valencia Zuschauer: 150 Schiedsrichter: Luque, Pascual |

| 24. Juli 2015 18:00 Uhr | Montenegro              | 25:17        | Kroatien              | Polideportivo „El Cabañal“, Valencia Zuschauer: 50 Schiedsrichter: Vranes, Wenninger |
| 24. Juli 2015 18:00 Uhr | meiste Tore: Jauković 7 | (15:8)       | meiste Tore: Kalaus 5 | Polideportivo „El Cabañal“, Valencia Zuschauer: 50 Schiedsrichter: Vranes, Wenninger |
| 24. Juli 2015 18:00 Uhr | Strafen: 3× 5×          | Spielbericht | Strafen: 3× 7×        | Polideportivo „El Cabañal“, Valencia Zuschauer: 50 Schiedsrichter: Vranes, Wenninger |

| 26. Juli 2015 16:00 Uhr | Montenegro              | 21:16        | Serbien                  | Polideportivo „El Cabañal“, Valencia Zuschauer: 100 Schiedsrichter: Praštalo, Todorović |
| 26. Juli 2015 16:00 Uhr | meiste Tore: Jauković 7 | (10:9)       | meiste Tore: Kovačević 5 | Polideportivo „El Cabañal“, Valencia Zuschauer: 100 Schiedsrichter: Praštalo, Todorović |
| 26. Juli 2015 16:00 Uhr | Strafen: 3× 8×          | Spielbericht | Strafen: 2×              | Polideportivo „El Cabañal“, Valencia Zuschauer: 100 Schiedsrichter: Praštalo, Todorović |

| 26. Juli 2015 18:00 Uhr | Dänemark                         | 32:21        | Kroatien             | Polideportivo „El Cabañal“, Valencia Zuschauer: 120 Schiedsrichter: Vranes, Wenninger |
| 26. Juli 2015 18:00 Uhr | meiste Tore: Nielsen, Petersen 5 | (16:11)      | meiste Tore: Mamić 7 | Polideportivo „El Cabañal“, Valencia Zuschauer: 120 Schiedsrichter: Vranes, Wenninger |
| 26. Juli 2015 18:00 Uhr | Strafen: 3× 4×                   | Spielbericht | Strafen: 3× 7× 1×    | Polideportivo „El Cabañal“, Valencia Zuschauer: 120 Schiedsrichter: Vranes, Wenninger |

### Gruppe B
| Pl. | Land           | Sp. | S | U | N | Tore     | Diff. | Punkte |
| --- | -------------- | --- | - | - | - | -------- | ----- | ------ |
| 1.  | Russland       | 3   | 2 | 1 | 0 | 093:610  | +32   | 05:10  |
| 2.  | Deutschland    | 3   | 2 | 0 | 1 | 080:660  | +14   | 04:20  |
| 3.  | Nordmazedonien | 3   | 1 | 1 | 1 | 078:840  | −6    | 03:30  |
| 4.  | Litauen        | 3   | 0 | 0 | 3 | 063:1030 | −40   | 00:60  |

| 23. Juli 2015 20:00 Uhr | Russland                | 26:18        | Deutschland         | Polideportivo „El Cabañal“, Valencia Zuschauer: 200 Schiedsrichter: Vranes, Wenninger |
| 23. Juli 2015 20:00 Uhr | meiste Tore: Belikowa 6 | (14:10)      | meiste Tore: Bölk 6 | Polideportivo „El Cabañal“, Valencia Zuschauer: 200 Schiedsrichter: Vranes, Wenninger |
| 23. Juli 2015 20:00 Uhr | Strafen: 3× 9×          | Spielbericht | Strafen: 3× 8×      | Polideportivo „El Cabañal“, Valencia Zuschauer: 200 Schiedsrichter: Vranes, Wenninger |

| 23. Juli 2015 22:00 Uhr | Mazedonien               | 31:27        | Litauen                              | Polideportivo „El Cabañal“, Valencia Zuschauer: 100 Schiedsrichter: Praštalo, Todorović |
| 23. Juli 2015 22:00 Uhr | meiste Tore: Ristovska 8 | (15:13)      | meiste Tore: Ivanauskaitė, Trušytė 7 | Polideportivo „El Cabañal“, Valencia Zuschauer: 100 Schiedsrichter: Praštalo, Todorović |
| 23. Juli 2015 22:00 Uhr | Strafen: 2× 5×           | Spielbericht | Strafen: 3× 9×                       | Polideportivo „El Cabañal“, Valencia Zuschauer: 100 Schiedsrichter: Praštalo, Todorović |

| 24. Juli 2015 20:00 Uhr | Litauen                 | 17:41        | Russland                | Polideportivo „El Cabañal“, Valencia Zuschauer: 120 Schiedsrichter: Praštalo, Todorović |
| 24. Juli 2015 20:00 Uhr | meiste Tore: Verbovik 5 | (7:21)       | meiste Tore: Jegorowa 6 | Polideportivo „El Cabañal“, Valencia Zuschauer: 120 Schiedsrichter: Praštalo, Todorović |
| 24. Juli 2015 20:00 Uhr | Strafen: 3× 2×          | Spielbericht | Strafen: 3×             | Polideportivo „El Cabañal“, Valencia Zuschauer: 120 Schiedsrichter: Praštalo, Todorović |

| 24. Juli 2015 22:00 Uhr | Deutschland            | 31:21        | Mazedonien                | Polideportivo „El Cabañal“, Valencia Zuschauer: 200 Schiedsrichter: Sîrbu, Suponicov |
| 24. Juli 2015 22:00 Uhr | meiste Tore: Behrend 5 | (12:11)      | meiste Tore: Todorovska 8 | Polideportivo „El Cabañal“, Valencia Zuschauer: 200 Schiedsrichter: Sîrbu, Suponicov |
| 24. Juli 2015 22:00 Uhr | Strafen: 3× 9× 1×      | Spielbericht | Strafen: 3× 5×            | Polideportivo „El Cabañal“, Valencia Zuschauer: 200 Schiedsrichter: Sîrbu, Suponicov |

| 26. Juli 2015 20:00 Uhr | Deutschland          | 31:19        | Litauen                     | Polideportivo „El Cabañal“, Valencia Zuschauer: 100 Schiedsrichter: Sîrbu, Suponicov |
| 26. Juli 2015 20:00 Uhr | meiste Tore: Prior 5 | (15:8)       | meiste Tore: Ivanauskaitė 8 | Polideportivo „El Cabañal“, Valencia Zuschauer: 100 Schiedsrichter: Sîrbu, Suponicov |
| 26. Juli 2015 20:00 Uhr | Strafen: 2× 9×       | Spielbericht | Strafen: 2× 6× 1×           | Polideportivo „El Cabañal“, Valencia Zuschauer: 100 Schiedsrichter: Sîrbu, Suponicov |

| 26. Juli 2015 22:00 Uhr | Russland               | 26:26        | Mazedonien                | Polideportivo „El Cabañal“, Valencia Zuschauer: 100 Schiedsrichter: Luque, Pascual |
| 26. Juli 2015 22:00 Uhr | meiste Tore: Frolowa 6 | (16:15)      | meiste Tore: Ristovska 10 | Polideportivo „El Cabañal“, Valencia Zuschauer: 100 Schiedsrichter: Luque, Pascual |
| 26. Juli 2015 22:00 Uhr | Strafen: 2× 6×         | Spielbericht | Strafen: 3× 4×            | Polideportivo „El Cabañal“, Valencia Zuschauer: 100 Schiedsrichter: Luque, Pascual |

### Gruppe C
| Pl. | Land       | Sp. | S | U | N | Tore    | Diff. | Punkte |
| --- | ---------- | --- | - | - | - | ------- | ----- | ------ |
| 1.  | Schweden   | 3   | 2 | 0 | 1 | 063:540 | +9    | 04:20  |
| 2.  | Ungarn     | 3   | 1 | 1 | 1 | 060:620 | −2    | 03:30  |
| 3.  | Frankreich | 3   | 1 | 1 | 1 | 064:670 | −3    | 03:30  |
| 4.  | Rumänien   | 3   | 1 | 0 | 2 | 065:690 | −4    | 02:40  |

| 23. Juli 2015 15:30 Uhr | Schweden                | 24:18        | Ungarn                  | Pabellón Universitario, Valencia Zuschauer: 200 Schiedsrichter: Alpaidse, Berjoskina |
| 23. Juli 2015 15:30 Uhr | meiste Tore: Källhage 5 | (13:10)      | meiste Tore: Ferenczy 5 | Pabellón Universitario, Valencia Zuschauer: 200 Schiedsrichter: Alpaidse, Berjoskina |
| 23. Juli 2015 15:30 Uhr | Strafen: 2× 6×          | Spielbericht | Strafen: 3× 10×         | Pabellón Universitario, Valencia Zuschauer: 200 Schiedsrichter: Alpaidse, Berjoskina |

| 23. Juli 2015 17:30 Uhr | Rumänien                | 24:31        | Frankreich           | Pabellón Universitario, Valencia Zuschauer: 200 Schiedsrichter: Christiansen, Hansen |
| 23. Juli 2015 17:30 Uhr | meiste Tore: Bazaliu 12 | (14:12)      | meiste Tore: Fehri 6 | Pabellón Universitario, Valencia Zuschauer: 200 Schiedsrichter: Christiansen, Hansen |
| 23. Juli 2015 17:30 Uhr | Strafen: 3× 5×          | Spielbericht | Strafen: 3× 6×       | Pabellón Universitario, Valencia Zuschauer: 200 Schiedsrichter: Christiansen, Hansen |

| 24. Juli 2015 16:00 Uhr | Frankreich           | 15:25        | Schweden                                    | Pabellón Universitario, Valencia Zuschauer: 150 Schiedsrichter: Kijauskaitė, Žalienė |
| 24. Juli 2015 16:00 Uhr | meiste Tore: Sajka 6 | (9:14)       | meiste Tore: Arifi, Fiedorowicz, Hvenfelt 4 | Pabellón Universitario, Valencia Zuschauer: 150 Schiedsrichter: Kijauskaitė, Žalienė |
| 24. Juli 2015 16:00 Uhr | Strafen: 3× 4×       | Spielbericht | Strafen: 3× 4×                              | Pabellón Universitario, Valencia Zuschauer: 150 Schiedsrichter: Kijauskaitė, Žalienė |

| 24. Juli 2015 18:00 Uhr | Ungarn                          | 24:20        | Rumänien              | Pabellón Universitario, Valencia Zuschauer: 150 Schiedsrichter: Antić, Jakovljević |
| 24. Juli 2015 18:00 Uhr | meiste Tore: Faluvégi, Monori 5 | (13:10)      | meiste Tore: Ostase 5 | Pabellón Universitario, Valencia Zuschauer: 150 Schiedsrichter: Antić, Jakovljević |
| 24. Juli 2015 18:00 Uhr | Strafen: 3× 1×                  | Spielbericht | Strafen: 3× 4×        | Pabellón Universitario, Valencia Zuschauer: 150 Schiedsrichter: Antić, Jakovljević |

| 26. Juli 2015 16:00 Uhr | Ungarn                 | 18:18        | Frankreich           | Pabellón Universitario, Valencia Zuschauer: 200 Schiedsrichter: Vujačić, Kažanegra |
| 26. Juli 2015 16:00 Uhr | meiste Tore: Horváth 7 | (11:10)      | meiste Tore: Fehri 4 | Pabellón Universitario, Valencia Zuschauer: 200 Schiedsrichter: Vujačić, Kažanegra |
| 26. Juli 2015 16:00 Uhr | Strafen: 2× 3×         | Spielbericht | Strafen: 3×          | Pabellón Universitario, Valencia Zuschauer: 200 Schiedsrichter: Vujačić, Kažanegra |

| 26. Juli 2015 18:00 Uhr | Schweden                | 14:21        | Rumänien            | Pabellón Universitario, Valencia Zuschauer: 200 Schiedsrichter: Alpaidse, Berjoskina |
| 26. Juli 2015 18:00 Uhr | meiste Tore: Hvenfelt 4 | (6:13)       | meiste Tore: Ilie 5 | Pabellón Universitario, Valencia Zuschauer: 200 Schiedsrichter: Alpaidse, Berjoskina |
| 26. Juli 2015 18:00 Uhr | Strafen: 3× 2×          | Spielbericht | Strafen: 2× 4×      | Pabellón Universitario, Valencia Zuschauer: 200 Schiedsrichter: Alpaidse, Berjoskina |

### Gruppe D
| Pl. | Land     | Sp. | S | U | N | Tore    | Diff. | Punkte |
| --- | -------- | --- | - | - | - | ------- | ----- | ------ |
| 1.  | Norwegen | 3   | 3 | 0 | 0 | 084:610 | +23   | 06:00  |
| 2.  | Spanien  | 3   | 2 | 0 | 1 | 074:710 | +3    | 04:20  |
| 3.  | Portugal | 3   | 1 | 0 | 2 | 075:730 | +2    | 02:40  |
| 4.  | Belarus  | 3   | 0 | 0 | 3 | 062:900 | −28   | 00:60  |

| 23. Juli 2015 20:00 Uhr | Portugal                        | 19:23        | Spanien               | Pabellón Universitario, Valencia Zuschauer: 600 Schiedsrichter: Antić, Jakovljević |
| 23. Juli 2015 20:00 Uhr | meiste Tore: Gouveia, Tavares 5 | (6:12)       | meiste Tore: Aguado 5 | Pabellón Universitario, Valencia Zuschauer: 600 Schiedsrichter: Antić, Jakovljević |
| 23. Juli 2015 20:00 Uhr | Strafen: 2× 5×                  | Spielbericht | Strafen: 3×           | Pabellón Universitario, Valencia Zuschauer: 600 Schiedsrichter: Antić, Jakovljević |

| 23. Juli 2015 22:00 Uhr | Norwegen              | 27:17        | Weißrussland           | Pabellón Universitario, Valencia Zuschauer: 100 Schiedsrichter: Vujačić, Kažanegra |
| 23. Juli 2015 22:00 Uhr | meiste Tore: Hovden 5 | (13:10)      | meiste Tore: Kanaval 7 | Pabellón Universitario, Valencia Zuschauer: 100 Schiedsrichter: Vujačić, Kažanegra |
| 23. Juli 2015 22:00 Uhr | Strafen: 3× 4×        | Spielbericht | Strafen: 2× 1×         | Pabellón Universitario, Valencia Zuschauer: 100 Schiedsrichter: Vujačić, Kažanegra |

| 24. Juli 2015 20:00 Uhr | Spanien                              | 20:28        | Norwegen              | Pabellón Universitario, Valencia Zuschauer: 500 Schiedsrichter: Vujačić, Kažanegra |
| 24. Juli 2015 20:00 Uhr | meiste Tore: Etxeberria, Hernández 5 | (12:13)      | meiste Tore: Fauske 6 | Pabellón Universitario, Valencia Zuschauer: 500 Schiedsrichter: Vujačić, Kažanegra |
| 24. Juli 2015 20:00 Uhr | Strafen: 3×                          | Spielbericht | Strafen: 3× 4×        | Pabellón Universitario, Valencia Zuschauer: 500 Schiedsrichter: Vujačić, Kažanegra |

| 24. Juli 2015 22:00 Uhr | Weißrussland         | 21:32        | Portugal                | Pabellón Universitario, Valencia Zuschauer: 100 Schiedsrichter: Christiansen, Hansen |
| 24. Juli 2015 22:00 Uhr | meiste Tore: Ilina 6 | (10:12)      | meiste Tore: Santiago 9 | Pabellón Universitario, Valencia Zuschauer: 100 Schiedsrichter: Christiansen, Hansen |
| 24. Juli 2015 22:00 Uhr | Strafen: 2× 5×       | Spielbericht | Strafen: 3× 4×          | Pabellón Universitario, Valencia Zuschauer: 100 Schiedsrichter: Christiansen, Hansen |

| 26. Juli 2015 20:00 Uhr | Spanien                   | 31:24        | Weißrussland         | Pabellón Universitario, Valencia Zuschauer: 900 Schiedsrichter: Christiansen, Hansen |
| 26. Juli 2015 20:00 Uhr | meiste Tore: Hernández 11 | (14:13)      | meiste Tore: Ilina 5 | Pabellón Universitario, Valencia Zuschauer: 900 Schiedsrichter: Christiansen, Hansen |
| 26. Juli 2015 20:00 Uhr | Strafen: 3× 4×            | Spielbericht | Strafen: 2× 5×       | Pabellón Universitario, Valencia Zuschauer: 900 Schiedsrichter: Christiansen, Hansen |

| 26. Juli 2015 22:00 Uhr | Portugal                | 24:29        | Norwegen              | Pabellón Universitario, Valencia Zuschauer: 500 Schiedsrichter: Kijauskaitė, Žalienė |
| 26. Juli 2015 22:00 Uhr | meiste Tore: Santiago 9 | (11:13)      | meiste Tore: Hernes 7 | Pabellón Universitario, Valencia Zuschauer: 500 Schiedsrichter: Kijauskaitė, Žalienė |
| 26. Juli 2015 22:00 Uhr | Strafen: 5×             | Spielbericht | Strafen: 3× 8×        | Pabellón Universitario, Valencia Zuschauer: 500 Schiedsrichter: Kijauskaitė, Žalienė |

## Hauptrunde
In dieser Runde nehmen die erst und zweit platzierten Team aus der Vorrunde teil.
Das Spiel aus der Vorrunde wird mit in die Hauptrunde genommen.

### Gruppe M1
| Pl. | Land        | Sp. | S | U | N | Tore    | Diff. | Punkte |
| --- | ----------- | --- | - | - | - | ------- | ----- | ------ |
| 1.  | Russland    | 3   | 2 | 0 | 1 | 073:630 | +10   | 04:20  |
| 2.  | Dänemark    | 3   | 2 | 0 | 1 | 072:660 | +6    | 04:20  |
| 3.  | Deutschland | 3   | 1 | 0 | 2 | 068:810 | −13   | 02:40  |
| 4.  | Montenegro  | 3   | 1 | 0 | 2 | 069:720 | −3    | 02:40  |

| 28. Juli 2015 16:00 Uhr | Montenegro               | 26:29        | Deutschland          | Pabellón Universitario, Valencia Zuschauer: 300 Schiedsrichter: Luque, Pascual |
| 28. Juli 2015 16:00 Uhr | meiste Tore: Jauković 20 | (10:14)      | meiste Tore: Bölk 12 | Pabellón Universitario, Valencia Zuschauer: 300 Schiedsrichter: Luque, Pascual |
| 28. Juli 2015 16:00 Uhr | Strafen: 2× 3×           | Spielbericht | Strafen: 3× 7×       | Pabellón Universitario, Valencia Zuschauer: 300 Schiedsrichter: Luque, Pascual |

| 28. Juli 2015 18:00 Uhr | Dänemark                                  | 22:25        | Russland                         | Pabellón Universitario, Valencia Zuschauer: 400 Schiedsrichter: Antić, Jakovljević |
| 28. Juli 2015 18:00 Uhr | meiste Tore: Hald, Kristiansen, Nielsen 4 | (11:11)      | meiste Tore: Belikowa, Markowa 5 | Pabellón Universitario, Valencia Zuschauer: 400 Schiedsrichter: Antić, Jakovljević |
| 28. Juli 2015 18:00 Uhr | Strafen: 2× 3×                            | Spielbericht | Strafen: 3× 6×                   | Pabellón Universitario, Valencia Zuschauer: 400 Schiedsrichter: Antić, Jakovljević |

| 29. Juli 2015 16:00 Uhr | Deutschland          | 21:29        | Dänemark               | Pabellón Universitario, Valencia Zuschauer: 150 Schiedsrichter: Luque, Pascual |
| 29. Juli 2015 16:00 Uhr | meiste Tore: Bölk 10 | (11:15)      | meiste Tore: Nielsen 7 | Pabellón Universitario, Valencia Zuschauer: 150 Schiedsrichter: Luque, Pascual |
| 29. Juli 2015 16:00 Uhr | Strafen: 3× 4×       | Spielbericht | Strafen: 3×            | Pabellón Universitario, Valencia Zuschauer: 150 Schiedsrichter: Luque, Pascual |

| 29. Juli 2015 18:00 Uhr | Russland               | 22:23        | Montenegro           | Pabellón Universitario, Valencia Zuschauer: 110 Schiedsrichter: Vranes, Wenninger |
| 29. Juli 2015 18:00 Uhr | meiste Tore: Frolowa 7 | (12:14)      | meiste Tore: Grbić 4 | Pabellón Universitario, Valencia Zuschauer: 110 Schiedsrichter: Vranes, Wenninger |
| 29. Juli 2015 18:00 Uhr | Strafen: 3× 5× 1×      | Spielbericht | Strafen: 2× 6×       | Pabellón Universitario, Valencia Zuschauer: 110 Schiedsrichter: Vranes, Wenninger |

### Gruppe M2
| Pl. | Land     | Sp. | S | U | N | Tore    | Diff. | Punkte |
| --- | -------- | --- | - | - | - | ------- | ----- | ------ |
| 1.  | Schweden | 3   | 3 | 0 | 0 | 073:560 | +17   | 06:00  |
| 2.  | Ungarn   | 3   | 1 | 1 | 1 | 070:630 | +7    | 03:30  |
| 3.  | Norwegen | 3   | 1 | 1 | 1 | 077:740 | +3    | 03:30  |
| 4.  | Spanien  | 3   | 0 | 0 | 3 | 048:750 | −27   | 00:60  |

| 28. Juli 2015 20:00 Uhr | Ungarn                                 | 27:14        | Spanien                                                   | Pabellón Universitario, Valencia Zuschauer: 600 Schiedsrichter: Alpaidse, Berjoskina |
| 28. Juli 2015 20:00 Uhr | meiste Tore: Monori, Pásztor, Pintér 5 | (14:6)       | meiste Tore: Etxeberria, Hernández, Martinez, O'Mullony 3 | Pabellón Universitario, Valencia Zuschauer: 600 Schiedsrichter: Alpaidse, Berjoskina |
| 28. Juli 2015 20:00 Uhr | Strafen: 2× 6×                         | Spielbericht | Strafen: 2×                                               | Pabellón Universitario, Valencia Zuschauer: 600 Schiedsrichter: Alpaidse, Berjoskina |

| 28. Juli 2015 22:00 Uhr | Schweden                 | 29:24        | Norwegen              | Pabellón Universitario, Valencia Zuschauer: 400 Schiedsrichter: Christiansen, Hansen |
| 28. Juli 2015 22:00 Uhr | meiste Tore: Mellegård 8 | (12:10)      | meiste Tore: Hernes 8 | Pabellón Universitario, Valencia Zuschauer: 400 Schiedsrichter: Christiansen, Hansen |
| 28. Juli 2015 22:00 Uhr | Strafen: 2× 7×           | Spielbericht | Strafen: 3× 7×        | Pabellón Universitario, Valencia Zuschauer: 400 Schiedsrichter: Christiansen, Hansen |

| 29. Juli 2015 20:00 Uhr | Spanien                   | 14:20        | Schweden            | Pabellón Universitario, Valencia Zuschauer: 600 Schiedsrichter: Alpaidse, Berjoskina |
| 29. Juli 2015 20:00 Uhr | meiste Tore: Etxeberria 4 | (8:9)        | meiste Tore: Rask 4 | Pabellón Universitario, Valencia Zuschauer: 600 Schiedsrichter: Alpaidse, Berjoskina |
| 29. Juli 2015 20:00 Uhr | Strafen: 2× 4×            | Spielbericht | Strafen: 3×         | Pabellón Universitario, Valencia Zuschauer: 600 Schiedsrichter: Alpaidse, Berjoskina |

| 29. Juli 2015 22:00 Uhr | Norwegen                        | 25:25        | Ungarn                  | Pabellón Universitario, Valencia Zuschauer: 200 Schiedsrichter: Vujačić, Kažanegra |
| 29. Juli 2015 22:00 Uhr | meiste Tore: Bergset, Høgdahl 5 | (13:18)      | meiste Tore: Ferenczy 8 | Pabellón Universitario, Valencia Zuschauer: 200 Schiedsrichter: Vujačić, Kažanegra |
| 29. Juli 2015 22:00 Uhr | Strafen: 3× 5×                  | Spielbericht | Strafen: 2× 1×          | Pabellón Universitario, Valencia Zuschauer: 200 Schiedsrichter: Vujačić, Kažanegra |

## Finalrunde

### Übersicht
|  | Halbfinale | Halbfinale | Halbfinale |    |          | Finale           | Finale           | Finale           |
|  |            |            |            |    |          |                  |                  |                  |
|  |            |            |            |    |          |                  |                  |                  |
|  | B1         | Russland   | 28         |    |          |                  |                  |                  |
|  | C2         | Ungarn     | 17         |    |          |                  |                  |                  |
|  |            |            |            | B1 | Russland | 26               |                  |                  |
|  |            |            |            |    | A1       | Dänemark         | 29               |                  |
|  | C1         | Schweden   | 20         |    |          |                  |                  |                  |
|  | A1         | Dänemark   | 28         |    |          | Spiel um Platz 3 | Spiel um Platz 3 | Spiel um Platz 3 |
|  |            |            |            |    |          | C2               | Ungarn           | 24               |
|  | C1         | Schweden   | 25         |    |          |                  |                  |                  |
|  |            |            |            |    |          |                  |                  |                  |

### Halbfinale
| 31. Juli 2015 18:30 Uhr | Russland                | 28:17        | Ungarn                  | Valencia Zuschauer: 250 Schiedsrichter: Cabrejas, Sánchez |
| 31. Juli 2015 18:30 Uhr | meiste Tore: Jegorowa 7 | (13:9)       | meiste Tore: Ferenczy 4 | Valencia Zuschauer: 250 Schiedsrichter: Cabrejas, Sánchez |
| 31. Juli 2015 18:30 Uhr | Strafen: 3× 2×          | Spielbericht | Strafen: 3× 1×          | Valencia Zuschauer: 250 Schiedsrichter: Cabrejas, Sánchez |

| 31. Juli 2015 21:00 Uhr | Schweden                | 20:28        | Dänemark               | Valencia Zuschauer: 290 Schiedsrichter: Vujačić, Kažanegra |
| 31. Juli 2015 21:00 Uhr | meiste Tore: Hvenfelt 5 | (9:16)       | meiste Tore: Højlund 7 | Valencia Zuschauer: 290 Schiedsrichter: Vujačić, Kažanegra |
| 31. Juli 2015 21:00 Uhr | Strafen: 4× 3×          | Spielbericht | Strafen: 3× 4×         | Valencia Zuschauer: 290 Schiedsrichter: Vujačić, Kažanegra |

### Spiel um Platz 3
| 2. August 2015 10:00 Uhr | Ungarn                 | 24:25        | Schweden                | Valencia Zuschauer: 450 Schiedsrichter: Christiansen, Hansen |
| 2. August 2015 10:00 Uhr | meiste Tore: Horváth 6 | (11:11)      | meiste Tore: Olofsson 8 | Valencia Zuschauer: 450 Schiedsrichter: Christiansen, Hansen |
| 2. August 2015 10:00 Uhr | Strafen: 2× 5×         | Spielbericht | Strafen: 4× 2×          | Valencia Zuschauer: 450 Schiedsrichter: Christiansen, Hansen |

### Finale
| 2. August 2015 12:30 Uhr | Russland               | 26:29        | Dänemark                       | Valencia Zuschauer: 1.000 Schiedsrichter: Vranes, Wenninger |
| 2. August 2015 12:30 Uhr | meiste Tore: Frolowa 8 | (10:13)      | meiste Tore: Højlund, Nolsøe 8 | Valencia Zuschauer: 1.000 Schiedsrichter: Vranes, Wenninger |
| 2. August 2015 12:30 Uhr | Strafen: 3× 4×         | Spielbericht | Strafen: 3× 4×                 | Valencia Zuschauer: 1.000 Schiedsrichter: Vranes, Wenninger |

## Zwischenrunde
In dieser Runde nehmen die dritt und viert platzierten Team aus der Vorrunde teil.
Das Spiel aus der Vorrunde wird mit in die Zwischenrunde genommen.

### Gruppe I1
| Pl. | Land           | Sp. | S | U | N | Tore    | Diff. | Punkte |
| --- | -------------- | --- | - | - | - | ------- | ----- | ------ |
| 1.  | Serbien        | 3   | 3 | 0 | 0 | 084:720 | +12   | 06:00  |
| 2.  | Kroatien       | 3   | 1 | 0 | 2 | 081:800 | +1    | 02:40  |
| 3.  | Litauen        | 3   | 1 | 0 | 2 | 092:940 | −2    | 02:40  |
| 4.  | Nordmazedonien | 3   | 1 | 0 | 2 | 074:850 | −11   | 02:40  |

| 28. Juli 2015 16:00 Uhr | Kroatien              | 31:33        | Litauen                      | Polideportivo „El Cabañal“, Valencia Zuschauer: 25 Schiedsrichter: Sîrbu, Suponicov |
| 28. Juli 2015 16:00 Uhr | meiste Tore: Maljak 7 | (16:19)      | meiste Tore: Ivanauskaitė 16 | Polideportivo „El Cabañal“, Valencia Zuschauer: 25 Schiedsrichter: Sîrbu, Suponicov |
| 28. Juli 2015 16:00 Uhr | Strafen: 3× 10× 1×    | Spielbericht | Strafen: 3× 9× 2×            | Polideportivo „El Cabañal“, Valencia Zuschauer: 25 Schiedsrichter: Sîrbu, Suponicov |

| 28. Juli 2015 18:00 Uhr | Serbien               | 28:21        | Mazedonien               | Polideportivo „El Cabañal“, Valencia Zuschauer: 90 Schiedsrichter: Vujačić, Kažanegra |
| 28. Juli 2015 18:00 Uhr | meiste Tore: Kojčić 7 | (10:12)      | meiste Tore: Ristovska 9 | Polideportivo „El Cabañal“, Valencia Zuschauer: 90 Schiedsrichter: Vujačić, Kažanegra |
| 28. Juli 2015 18:00 Uhr | Strafen: 3×           | Spielbericht | Strafen: 2× 4×           | Polideportivo „El Cabañal“, Valencia Zuschauer: 90 Schiedsrichter: Vujačić, Kažanegra |

| 29. Juli 2015 16:00 Uhr | Litauen                      | 31:32        | Serbien                           | Polideportivo „El Cabañal“, Valencia Zuschauer: 50 Schiedsrichter: Praštalo, Todorović |
| 29. Juli 2015 16:00 Uhr | meiste Tore: Ivanauskaitė 10 | (15:13)      | meiste Tore: Agbaba, Vukajlović 7 | Polideportivo „El Cabañal“, Valencia Zuschauer: 50 Schiedsrichter: Praštalo, Todorović |
| 29. Juli 2015 16:00 Uhr | Strafen: 3× 8× 2×            | Spielbericht | Strafen: 3× 2×                    | Polideportivo „El Cabañal“, Valencia Zuschauer: 50 Schiedsrichter: Praštalo, Todorović |

| 29. Juli 2015 18:00 Uhr | Mazedonien                 | 22:30        | Kroatien               | Polideportivo „El Cabañal“, Valencia Zuschauer: 50 Schiedsrichter: Christiansen, Hansen |
| 29. Juli 2015 18:00 Uhr | meiste Tore: Keramicieva 7 | (9:16)       | meiste Tore: Maljak 10 | Polideportivo „El Cabañal“, Valencia Zuschauer: 50 Schiedsrichter: Christiansen, Hansen |
| 29. Juli 2015 18:00 Uhr | Strafen: 2× 5×             | Spielbericht | Strafen: 3× 4×         | Polideportivo „El Cabañal“, Valencia Zuschauer: 50 Schiedsrichter: Christiansen, Hansen |

### Gruppe I2
| Pl. | Land       | Sp. | S | U | N | Tore     | Diff. | Punkte |
| --- | ---------- | --- | - | - | - | -------- | ----- | ------ |
| 1.  | Frankreich | 3   | 3 | 0 | 0 | 095:640  | +31   | 06:00  |
| 2.  | Rumänien   | 3   | 1 | 1 | 1 | 090:840  | +6    | 03:30  |
| 3.  | Portugal   | 3   | 1 | 1 | 1 | 079:800  | −1    | 03:30  |
| 4.  | Belarus    | 3   | 0 | 0 | 3 | 067:1030 | −36   | 00:60  |

| 28. Juli 2015 20:00 Uhr | Rumänien                | 38:25        | Weißrussland         | Polideportivo „El Cabañal“, Valencia Zuschauer: 50 Schiedsrichter: Praštalo, Todorović |
| 28. Juli 2015 20:00 Uhr | meiste Tore: Bazaliu 12 | (18:9)       | meiste Tore: Ilina 9 | Polideportivo „El Cabañal“, Valencia Zuschauer: 50 Schiedsrichter: Praštalo, Todorović |
| 28. Juli 2015 20:00 Uhr | Strafen: 3× 4×          | Spielbericht | Strafen: 2× 4×       | Polideportivo „El Cabañal“, Valencia Zuschauer: 50 Schiedsrichter: Praštalo, Todorović |

| 28. Juli 2015 22:00 Uhr | Frankreich                    | 31:19        | Portugal                                  | Polideportivo „El Cabañal“, Valencia Zuschauer: 100 Schiedsrichter: Vranes, Wenninger |
| 28. Juli 2015 22:00 Uhr | meiste Tore: Sercien-Ugolin 6 | (15:10)      | meiste Tore: Fernandes, Santiago, Silva 4 | Polideportivo „El Cabañal“, Valencia Zuschauer: 100 Schiedsrichter: Vranes, Wenninger |
| 28. Juli 2015 22:00 Uhr | Strafen: 3×                   | Spielbericht | Strafen: 3× 7×                            | Polideportivo „El Cabañal“, Valencia Zuschauer: 100 Schiedsrichter: Vranes, Wenninger |

| 29. Juli 2015 20:00 Uhr | Weißrussland                              | 21:33        | Frankreich           | Polideportivo „El Cabañal“, Valencia Zuschauer: 50 Schiedsrichter: Kijauskaitė, Žalienė |
| 29. Juli 2015 20:00 Uhr | meiste Tore: Hrahuskaia, Kanaval, Runeț 5 | (7:16)       | meiste Tore: Sylla 5 | Polideportivo „El Cabañal“, Valencia Zuschauer: 50 Schiedsrichter: Kijauskaitė, Žalienė |
| 29. Juli 2015 20:00 Uhr | Strafen: 3×                               | Spielbericht | Strafen: 2× 4×       | Polideportivo „El Cabañal“, Valencia Zuschauer: 50 Schiedsrichter: Kijauskaitė, Žalienė |

| 29. Juli 2015 22:00 Uhr | Portugal                | 28:28        | Rumänien                | Polideportivo „El Cabañal“, Valencia Zuschauer: 200 Schiedsrichter: Antić, Jakovljević |
| 29. Juli 2015 22:00 Uhr | meiste Tore: Tavares 10 | (14:16)      | meiste Tore: Bazaliu 11 | Polideportivo „El Cabañal“, Valencia Zuschauer: 200 Schiedsrichter: Antić, Jakovljević |
| 29. Juli 2015 22:00 Uhr | Strafen: 3× 4×          | Spielbericht | Strafen: 3× 5×          | Polideportivo „El Cabañal“, Valencia Zuschauer: 200 Schiedsrichter: Antić, Jakovljević |

## Platzierungsspiele

### Playoff um Platz 13–16
| 31. Juli 2015 14:30 Uhr | Litauen                 | 24:28        | Weißrussland         | Polideportivo „El Cabañal“, Valencia Zuschauer: 50 Schiedsrichter: Praštalo, Todorović |
| 31. Juli 2015 14:30 Uhr | meiste Tore: Verbovik 6 | (10:10)      | meiste Tore: Runeț 9 | Polideportivo „El Cabañal“, Valencia Zuschauer: 50 Schiedsrichter: Praštalo, Todorović |
| 31. Juli 2015 14:30 Uhr | Strafen: 3×             | Spielbericht | Strafen: 2× 5×       | Polideportivo „El Cabañal“, Valencia Zuschauer: 50 Schiedsrichter: Praštalo, Todorović |

| 31. Juli 2015 17:00 Uhr | Portugal               | 27:26        | Mazedonien                | Polideportivo „El Cabañal“, Valencia Zuschauer: 30 Schiedsrichter: Sîrbu, Suponicov |
| 31. Juli 2015 17:00 Uhr | meiste Tore: Tavares 7 | (13:15)      | meiste Tore: Ristovska 10 | Polideportivo „El Cabañal“, Valencia Zuschauer: 30 Schiedsrichter: Sîrbu, Suponicov |
| 31. Juli 2015 17:00 Uhr | Strafen: 3× 4×         | Spielbericht | Strafen: 2× 3×            | Polideportivo „El Cabañal“, Valencia Zuschauer: 30 Schiedsrichter: Sîrbu, Suponicov |

#### Spiel um Platz 15
| 1. August 2015 14:30 Uhr | Litauen                     | 27:29        | Mazedonien                                       | Polideportivo „El Cabañal“, Valencia Zuschauer: 50 Schiedsrichter: Vranes, Wenninger |
| 1. August 2015 14:30 Uhr | meiste Tore: Ivanauskaitė 9 | (17:13)      | meiste Tore: Keramicieva, Nolevska, Todorovska 6 | Polideportivo „El Cabañal“, Valencia Zuschauer: 50 Schiedsrichter: Vranes, Wenninger |
| 1. August 2015 14:30 Uhr | Strafen: 3× 5×              | Spielbericht | Strafen: 3× 6×                                   | Polideportivo „El Cabañal“, Valencia Zuschauer: 50 Schiedsrichter: Vranes, Wenninger |

#### Spiel um Platz 13
| 1. August 2015 17:00 Uhr | Weißrussland               | 31:29        | Portugal               | Polideportivo „El Cabañal“, Valencia Zuschauer: 50 Schiedsrichter: Antić, Jakovljević |
| 1. August 2015 17:00 Uhr | meiste Tore: Rudkuskaia 10 | (15:20)      | meiste Tore: Tavares 8 | Polideportivo „El Cabañal“, Valencia Zuschauer: 50 Schiedsrichter: Antić, Jakovljević |
| 1. August 2015 17:00 Uhr | Strafen: 2× 1×             | Spielbericht | Strafen: 3×            | Polideportivo „El Cabañal“, Valencia Zuschauer: 50 Schiedsrichter: Antić, Jakovljević |

### Playoff um Platz 9–12
| 31. Juli 2015 19:30 Uhr | Serbien                   | 24:29        | Rumänien               | Polideportivo „El Cabañal“, Valencia Zuschauer: 50 Schiedsrichter: Kijauskaitė, Žalienė |
| 31. Juli 2015 19:30 Uhr | meiste Tore: Zdravković 7 | (12:15)      | meiste Tore: Bazaliu 9 | Polideportivo „El Cabañal“, Valencia Zuschauer: 50 Schiedsrichter: Kijauskaitė, Žalienė |
| 31. Juli 2015 19:30 Uhr | Strafen: 3× 4×            | Spielbericht | Strafen: 2× 5×         | Polideportivo „El Cabañal“, Valencia Zuschauer: 50 Schiedsrichter: Kijauskaitė, Žalienė |

| 31. Juli 2015 22:00 Uhr | Frankreich           | 30:29        | Kroatien             | Polideportivo „El Cabañal“, Valencia Zuschauer: 100 Schiedsrichter: Christiansen, Hansen |
| 31. Juli 2015 22:00 Uhr | meiste Tore: Sajka 9 | (14:19)      | meiste Tore: Mamić 9 | Polideportivo „El Cabañal“, Valencia Zuschauer: 100 Schiedsrichter: Christiansen, Hansen |
| 31. Juli 2015 22:00 Uhr | Strafen: 3× 4×       | Spielbericht | Strafen: 2× 4×       | Polideportivo „El Cabañal“, Valencia Zuschauer: 100 Schiedsrichter: Christiansen, Hansen |

#### Spiel um Platz 11
| 1. August 2015 19:30 Uhr | Serbien                    | 27:26        | Kroatien              | Polideportivo „El Cabañal“, Valencia Zuschauer: 50 Schiedsrichter: Alpaidse, Berjoskina |
| 1. August 2015 19:30 Uhr | meiste Tore: Vukajlović 10 | (17:12)      | meiste Tore: Mamić 10 | Polideportivo „El Cabañal“, Valencia Zuschauer: 50 Schiedsrichter: Alpaidse, Berjoskina |
| 1. August 2015 19:30 Uhr | Strafen: 3× 5×             | Spielbericht | Strafen: 3× 7× 1×     | Polideportivo „El Cabañal“, Valencia Zuschauer: 50 Schiedsrichter: Alpaidse, Berjoskina |

#### Spiel um Platz 9
| 1. August 2015 22:00 Uhr | Rumänien                | 35:39        | Frankreich            | Polideportivo „El Cabañal“, Valencia Zuschauer: 100 Schiedsrichter: Luque, Pascual |
| 1. August 2015 22:00 Uhr | meiste Tore: Bazaliu 13 | (15:19)      | meiste Tore: Sajka 11 | Polideportivo „El Cabañal“, Valencia Zuschauer: 100 Schiedsrichter: Luque, Pascual |
| 1. August 2015 22:00 Uhr | Strafen: 2×             | Spielbericht | Strafen: 3× 5×        | Polideportivo „El Cabañal“, Valencia Zuschauer: 100 Schiedsrichter: Luque, Pascual |

### Playoff um Platz 5–8
| 31. Juli 2015 14:30 Uhr | Deutschland         | 26:24        | Spanien                   | Pabellón Universitario, Valencia Zuschauer: 120 Schiedsrichter: Antić, Jakovljević |
| 31. Juli 2015 14:30 Uhr | meiste Tore: Bölk 7 | (14:9)       | meiste Tore: Etxeberria 7 | Pabellón Universitario, Valencia Zuschauer: 120 Schiedsrichter: Antić, Jakovljević |
| 31. Juli 2015 14:30 Uhr | Strafen: 3× 5×      | Spielbericht | Strafen: 3×               | Pabellón Universitario, Valencia Zuschauer: 120 Schiedsrichter: Antić, Jakovljević |

| 31. Juli 2015 17:00 Uhr | Norwegen                 | 29:27        | Montenegro               | Pabellón Universitario, Valencia Zuschauer: 100 Schiedsrichter: Alpaidse, Berjoskina |
| 31. Juli 2015 17:00 Uhr | meiste Tore: Kallestad 6 | (16:13)      | meiste Tore: Jauković 15 | Pabellón Universitario, Valencia Zuschauer: 100 Schiedsrichter: Alpaidse, Berjoskina |
| 31. Juli 2015 17:00 Uhr | Strafen: 2× 5× 1×        | Spielbericht | Strafen: 2× 4×           | Pabellón Universitario, Valencia Zuschauer: 100 Schiedsrichter: Alpaidse, Berjoskina |

#### Spiel um Platz 7
| 1. August 2015 19:30 Uhr | Spanien                   | 33:37        | Montenegro               | Pabellón Universitario, Valencia Zuschauer: 350 Schiedsrichter: Christiansen, Hansen |
| 1. August 2015 19:30 Uhr | meiste Tore: Espiñeira 12 | (11:14)      | meiste Tore: Jauković 15 | Pabellón Universitario, Valencia Zuschauer: 350 Schiedsrichter: Christiansen, Hansen |
| 1. August 2015 19:30 Uhr | Strafen: 3×               | Spielbericht | Strafen: 3× 9×           | Pabellón Universitario, Valencia Zuschauer: 350 Schiedsrichter: Christiansen, Hansen |

#### Spiel um Platz 5
| 1. August 2015 22:00 Uhr | Deutschland              | 29:27        | Norwegen              | Pabellón Universitario, Valencia Zuschauer: 200 Schiedsrichter: Kijauskaitė, Žalienė |
| 1. August 2015 22:00 Uhr | meiste Tore: 6 Spieler 4 | (14:12)      | meiste Tore: Hernes 7 | Pabellón Universitario, Valencia Zuschauer: 200 Schiedsrichter: Kijauskaitė, Žalienė |
| 1. August 2015 22:00 Uhr | Strafen: 1× 3×           | Spielbericht | Strafen: 3× 5×        | Pabellón Universitario, Valencia Zuschauer: 200 Schiedsrichter: Kijauskaitė, Žalienė |

## Abschlussplatzierungen
| Rang   | Team         | Sp. | S | U | N | Tore | Diff. |
| ------ | ------------ | --- | - | - | - | ---- | ----- |
| Gold   | Dänemark     |     |   |   |   | –:–  | ±000  |
| Silber | Russland     |     |   |   |   | –:–  | ±000  |
| Bronze | Schweden     |     |   |   |   | –:–  | ±000  |
| 04.    | Ungarn       |     |   |   |   | –:–  | ±000  |
| 05.    | Deutschland  |     |   |   |   | –:–  | ±000  |
| 06.    | Norwegen     |     |   |   |   | –:–  | ±000  |
| 07.    | Montenegro   |     |   |   |   | –:–  | ±000  |
| 08.    | Spanien      |     |   |   |   | –:–  | ±000  |
| 09.    | Frankreich   |     |   |   |   | –:–  | ±000  |
| 10.    | Rumänien     |     |   |   |   | –:–  | ±000  |
| 11.    | Serbien      |     |   |   |   | –:–  | ±000  |
| 12.    | Kroatien     |     |   |   |   | –:–  | ±000  |
| 13.    | Weißrussland |     |   |   |   | –:–  | ±000  |
| 14.    | Portugal     |     |   |   |   | –:–  | ±000  |
| 15.    | Mazedonien   |     |   |   |   | –:–  | ±000  |
| 16.    | Litauen      |     |   |   |   | –:–  | ±000  |

- Der erste Platz berechtigt zur Teilnahme an der U-20-Handball-Weltmeisterschaft der Frauen 2016
- Die Platzierungen ergaben sich nach folgenden Kriterien:
  - Plätze 1 bis 4: Ergebnisse im Finale sowie im Spiel um Platz 3
  - Plätze 5 bis 8 (Dritt- und Viertplatzierte der Hauptrunde): Ergebnisse der Platzierungsspiele um die Plätze 5 bis 8
  - Plätze 9 bis 12 (Erst- und Zweitplatzierte der Hauptrunde): Ergebnisse der Platzierungsspiele um die Plätze 9 bis 12
  - Plätze 13 bis 16 (Dritt- und Viertplatzierte der Zwischenrunde): Ergebnisse der Platzierungsspiele um die Plätze 13 bis 16

## All-Star-Team
| Marianna Jegorowa |            | Sara Hald         |                            | Maitane Etxeberria |
|                   | Emily Bölk |                   | Celine Lundbye Kristiansen |                    |
|                   |            | Jaroslawa Frolowa |                            |                    |
|                   |            | Tonje Lerstad     |                            |                    |